# جون د. بلاك
جون د. بلاك (بالإنجليزية: John Donald Black)‏ هو اقتصادي أمريكي، ولد في 6 يونيو 1883 في مقاطعة جيفرسون في الولايات المتحدة، وتوفي في 12 أبريل 1960 في بوسطن في الولايات المتحدة.